# Heilbronn (huyện)
Heilbronn (tiếng Đức: [haɪ̯lˈbʁɔn] ⓘ) là một huyện (Landkreis) tại bang Baden-Württemberg, nước Đức. Huyện có diện tích 1099 km2, dân số cuối năm 2006 là 330.369 người.
Các quận giáp ranh (từ phía bắc theo chiều kim đồng hồ) là Neckar-Odenwald, Hohenlohe, Schwäbisch Hall, Rems-Murr, Ludwigsburg, Enz, Karlsruhe và Rhein-Neckar. Trung tâm huyện là thành phố Heilbronn, nhưng thành phố này là một đơn vị hành chính riêng.

## Xã và đô thị
| Thị trấn | Xã |
| --- | --- |
| 1. Bad Friedrichshall 2. Bad Rappenau 3. Bad Wimpfen 4. Beilstein 5. Brackenheim 6. Eppingen 7. Güglingen 8. Gundelsheim 9. Lauffen am Neckar 10. Löwenstein 11. Möckmühl 12. Neckarsulm 13. Neudenau 14. Neuenstadt am Kocher 15. Schwaigern 16. Weinsberg 17. Widdern | 1. Abstatt 2. Cleebronn 3. Eberstadt 4. Ellhofen 5. Erlenbach 6. Flein 7. Gemmingen 8. Hardthausen am Kocher 9. Ilsfeld 10. Ittlingen 11. Jagsthausen 12. Kirchardt 13. Langenbrettach 14. Lehrensteinsfeld 15. Leingarten 16. Massenbachhausen 17. Neckarwestheim 18. Nordheim 19. Obersulm 20. Oedheim 21. Offenau 22. Pfaffenhofen 23. Roigheim 24. Siegelsbach 25. Talheim 26. Untereisesheim 27. Untergruppenbach 28. Wüstenrot 29. Zaberfeld |